# MaK 1200 D
A MaK 1200 D négytengelyes dízel-hidraulikus mozdonysorozat, melyet a Maschinenbau Kiel (MaK) gyártott 1959 és 1965 között az első típusprogramjának legnagyobb teljesítményű tagjaként, összesen 15 példányban.

## Műszaki részletek
A sorozatba a MaK „MA 301 FAK” típusú, lassan járó soros hathengeres kivitelű dízelmotorját szerelték, amely a BBC gyártmányú turbófeltöltők segítségével 1200 metrikus lóerő (883 kW) teljesítményt ad le 1000 min⁻¹ fordulatszámon. A típus legnagyobb megengedett sebessége 66–87 km/h (41–54 mph), szolgálati tömege a ballasztolástól függően 60–80 t (59–79 angol tonna; 66–88 amerikai tonna), tüzelőanyag-tartályának térfogata 1500 liter. A dízelmotor indítása sűrített levegős rendszerű indítóberendezéssel történik, amelyet a gép hátsó gépterében elhelyezett kettő 30 baros sűrített levegős tartályból táplálnak. 
A két külső tengelyt egy úgynevezett Beugniot-emeltyűvel kapcsolták össze, hogy a jobb ívfutás érdekében oldalirányban lehessen őket egymáshoz képest eltolni.

## Üzemeltetők
Kettő vasúttársaság rendelt nagyobb mennyiségű példányt a típusból; a 15 legyártott egységből négyet-négyet az Osthannoversche Eisenbahnen (OHE) és a Wanne-Bochum-Herner Eisenbahn (WBHE), a Wanne-Herner Eisenbahn und Hafen (WHE) elődje kapott. A Deutsche Eisenbahn-Gesellschaft három mozdonyt rendelt a leányvállalatai számára. A mozdonyokat elsősorban nehéz teher- és különvonatok közlekedtetésére használták, de személyvonatok előtt is megjelentek. A személyforgalom megszűnése és a nagyobb teljesítményű mozdonyok beszerzése után a gépeket fokozatosan lecserélték és eladták más társaságoknak vagy leselejtezték.
2005-ben az utolsó olyan egységet is, ami az eredeti megrendelőjénél, az OHE-nél üzemelt, kivonták a forgalomból, majd eladták. Ez a példány először a Hamburger Eisenbahnhoz, utána 2010-ben az AVG-hez került. 2011-ben vandálok kigyújtották, 2012-ben a Timper Dehn Lokvermietung GbR megvásárolta, felújította, majd elhelyezte azt a dieringhauseni vasúti múzeumban. Egy másik gépet a hallei kikötőben használnak tolatási műveletek ellátására. A Darmstadt-Kranichsteini Vasúttörténeti Múzeum tulajdonában is van egy MaK 1200 D, amely korábban a Braunschweig-Schöninger Eisenbahn, a Rinteln-Stadthagener Eisenbahn és a Deutsche Eisenbahn-Gesellschaft állományában is megfordult. A 2020-as években hat gépet Olaszországban különböző pályaépítő vállalatok használtak.
| MaK 1200 D-mozdonyok listája |             |                 |                                                       | |
| Gyártási szám                | Gyártás éve | Első üzemeltető | Legutóbbi üzemeltető                                  | Megjegyzés                                                                                                 |
| 1000016                      | 1959        | OHE „120051“    | C. Timper Technische Fahrzeugbetreuung                | 2005–2010: HEG „V. 01”, 2010–2012: AVL „265 601-5“ 2011-ben vandálok kigyújtották a vezetőfülkéjét         |
| 1000018                      | 1959        | HPKE „V 121“    | Cooperativa Lavori Ferroviari „9“                     | 1965–1978: TWE „V 121“ (bérmozdony), 1978–1982: WHE „21“                                                   |
| 1000045                      | 1961        | OHE „120052“    | OHE „120052“                                          | 1994-ben alkatrészbányaként letétbe helyezték, 1997-ben selejtezték                                        |
| 1000054                      | 1961        | ARBED „4“       | Saarstahl „75“                                        | 1994-ben selejtezték                                                                                       |
| 1000057                      | 1961        | BSE „V 122“     | DME „V 122“                                           | 1971−1995: RStE „V 122“, 1995–2004: DEG „V 122“ UIC-pályaszáma: 98 80 3265 602-3 D-DME                     |
| 1000058                      | 1962        | WLE „VL 0651“   | Cooperativa Lavori Ferroviari „270271-5“              | 1985–1987: RVM „27“                                                                                        |
| 1000152                      | 1962        | TWE „V 123“     | Fersalento S.r.l.                                     | A TWE 1968 és 1981 között bérmozdonyként üzemeltette. Holléte ismeretlen                                   |
| 1000154                      | 1962        | WBHE „13“       | Valditerra Lavori Ferroviari S.p.A. „T 1560“          | 1980: MaK „13“                                                                                             |
| 1000155                      | 1963        | OHE „120053“    | Impresa Angelo Mazzi C.G.F. S.r.l. „DD FMT VR 0023 K“ | |
| 1000156                      | 1963        | OHE „120054“    | HFH „Poseidon”                                        | 2004–2005: DLFS „120054”. A HFH 2018 óta bérmozdonyként üzemelteti. UIC-pályaszáma: 98 80 3265 603-1 D-HFH |
| 1000157                      | 1963        | HzL „V 121”     | HzL „V 121”                                           | 1995-ben az OHE alkatrészbányának megvette. 1997-ben selejtezték                                           |
| 1000249                      | 1964        | WBHE „14“       | Ar.Fer S.r.l. „DD FMT VR 0106 P“                      | 1984: Scala Virgilio & Figli S.p.A. „T 4057“                                                               |
| 1000250                      | 1964        | WBHE „15“       | Sersa „Bm 847 959-4“                                  | 1989: LSB Lok Service Burkhardt AG, 2016-ban selejtezték                                                   |
| 1000251                      | 1964        | WBHE „16“       | Costruzioni Linee Ferroviarie „3“                     | 1986: Impresa Baldi „T 3724“                                                                               |
| 1000252                      | 1965        | ARBED „10“      | Saarstahl „74“                                        | 1995-ben selejtezték                                                                                       |

## Fordítás
- Ez a szócikk részben vagy egészben  a   MaK 1200 D című német Wikipédia-szócikk ezen változatának fordításán alapul.  Az eredeti cikk szerkesztőit annak laptörténete sorolja fel. Ez a jelzés csupán a megfogalmazás eredetét és a szerzői jogokat jelzi, nem szolgál a cikkben szereplő információk forrásmegjelöléseként.